# Kárpátaljai magyarok

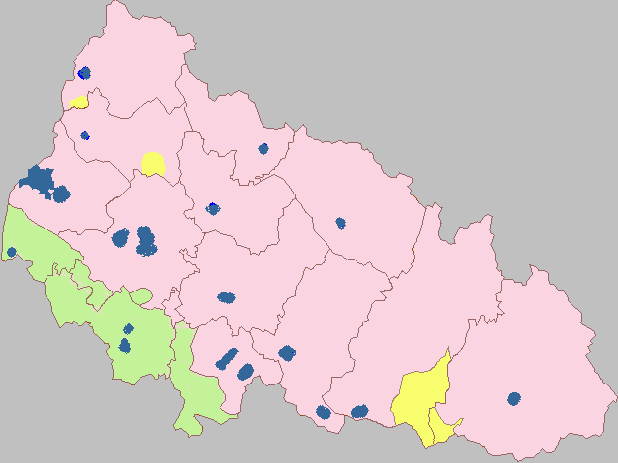
Kárpátalja etnikai térképe (2001)

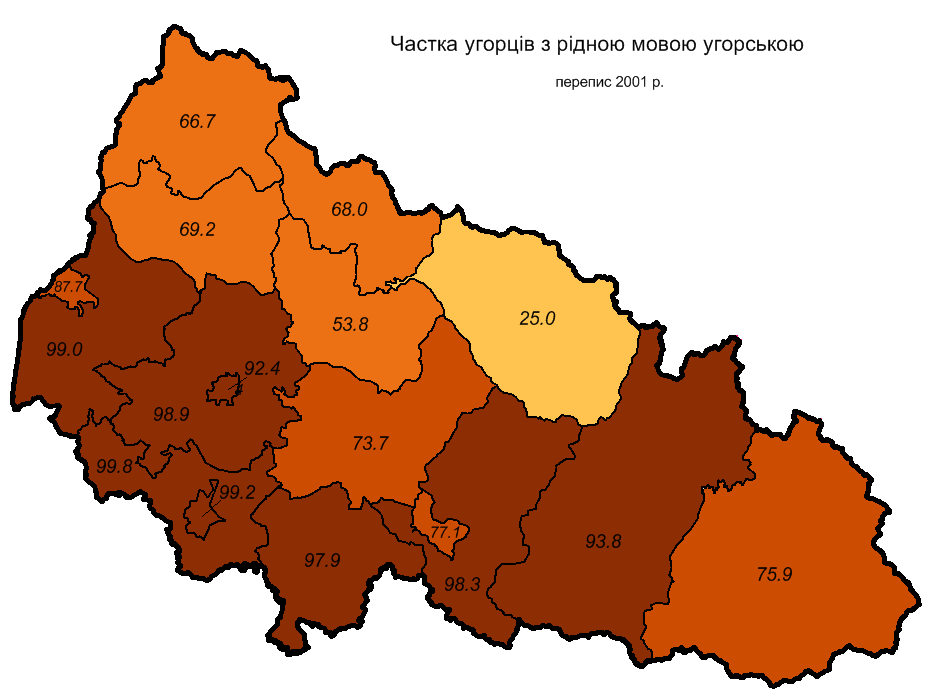
A magyar anyanyelvű magyarok százalékos aránya (2001)

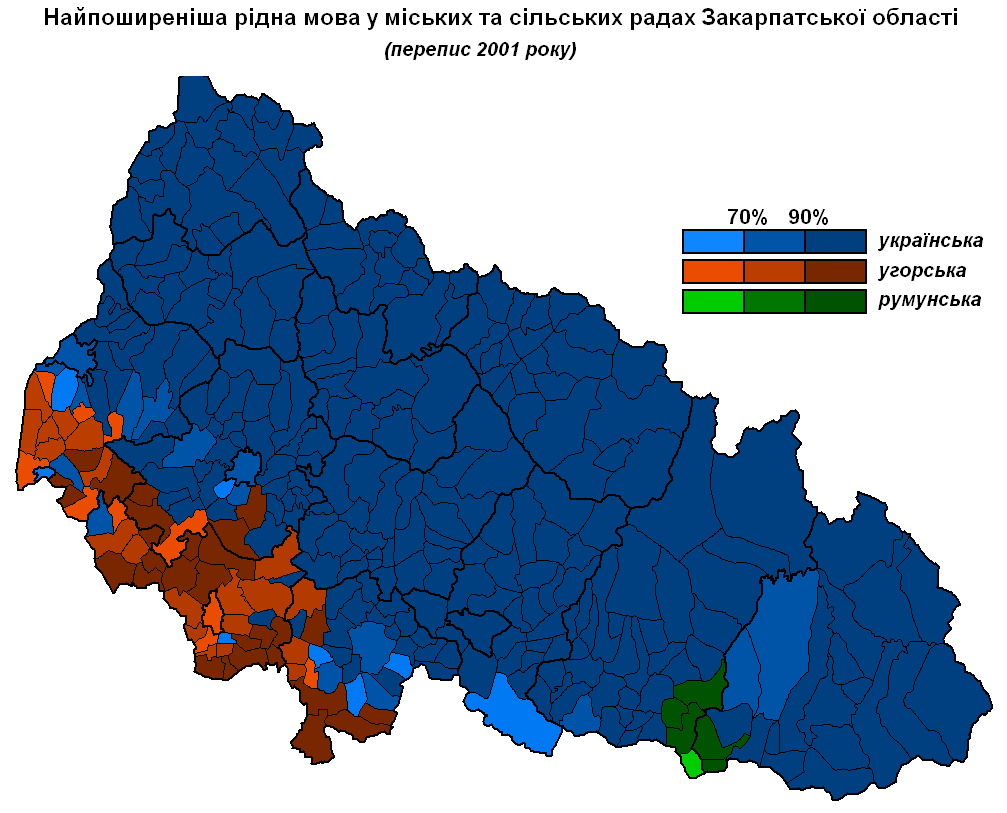
A 2001-es népszámlálás szerint a Kárpátalja városaiban, községeiben a leggyakoribb anyanyelv.

A kárpátaljai magyarok egyike azon kényszerkisebbségeknek, amelyek az első világháborút lezáró versailles-i békerendszer következtében alakultak ki. Sorsuk immár több mint nyolc évtizede a Csehszlovák (ma cseh és szlovák), volt szovjet, illetve az ukrán államhoz köti őket, rokoni kapcsolataik, kulturális-nyelvi kötődésük és etnikai identitásuk azonban továbbra is erős szálakkal fűzi őket Magyarországhoz.

## Történelem

### Trianontól a második világháború kezdetéig
A kárpátaljai magyar kisebbség története az első Csehszlovák Köztársaság 1918. október 28-ai megalakulásával vette kezdetét. A korabeli nagyhatalmi viszonyoknak és a csehszlovák politika érdekérvényesítő szerepének köszönhetően a csehszlovák-magyar államhatárt nem etnikai, hanem stratégiai, gazdasági és közlekedési szempontok alapján húzták meg. Az 1920. június 4-én aláírt trianoni békeszerződés értelmében meghúzták az új határokat. Ezzel 185 ezer Kárpátalján élő magyar anyanyelvűt csatoltak a frissen kikiáltott csehszlovák államhoz. Ebben az évben Kárpátalja a választásokból kimaradt, mert a máramarosi területen tartozkodott a román hadsereg. 
Az 1918-tól 1938-ig létező ún. első Csehszlovák Köztársaság a térség egyik legfejlettebb gazdaságával és parlamentáris demokráciájával rendelkezett, de a csehszlovák nemzetállami törekvések következtében a magyarok mégsem tudták sajátjuknak érezni azt az országot, amelyben éltek. A demokratikusnak mondott csehszlovák politika részéről számos sérelem érte a két világháború között a magyarokat: magyarok tízezreit utasították ki az országból, emlékműveiket lerombolták, nyelvüket másodrangú nyelvvé silányították, iskolái egy részét bezárták. Különösen sérelmes volt a csehszlovák földreform, amely során a magyar vidéken felparcellázott nagybirtokokat nem a helyi szegényparasztság, hanem az odatelepített szlovák és cseh telepesek kapták meg. Ez a gazdasági veszteség kihatott a magyarok politikai érdekérvényesítő szerepére és kulturális lehetőségeire is.

### 1938-1945 között
A nemzeti kisebbségek problémájának megoldását 20 éven át halogató csehszlovák állam 1938/39-ben a belső problémái és a náci Németország agressziójának következtében szétesett. Miután 1938. szeptember 29-én a müncheni egyezmény Németországnak ítélte Csehország németek által lakott térségeit, a magyar kormányzat is szorgalmazni kezdte az etnikai elvű revíziót. A nagyhatalmi döntés értelmében erről a két érdekelt országnak kellett megállapodnia, így 1938. október 9-e és 13-a között Komáromban tárgyalások kezdődtek Magyarország és Csehszlovákia között egy esetleges határmódosításról. Noha a tárgyalások végül eredmény nélkül zárultak, a két fél néhány nagyobb város hovatartozásának kivételével meg tudott egyezni az új államhatár vonalában. A végső döntést azonban a német és olasz külügyminiszter alkotta nemzetközi döntőbíróság mondta ki. A november 2-án a bécsi Belvedere palotában lezajlott döntés alapján Magyarország 11 927 négyzetkilométernyi területet kapott vissza valamivel több mint 1 millió lakossal. A visszatért lakosságnak 84%-a volt magyar, a maradék szlovák vagy rutén. Kárpátaljának olyan dél-nyugati városai kerültek vissza, mint Beregszász, Munkács és Ungvár.
Az első bécsi döntés és Kárpátalja megszállása következtében az 1918-ban Csehszlovákiához került magyar nemzetrész döntő többsége pár évre ismét Magyarország polgárává vált. A visszacsatolást a lakosság mindenütt kitörő örömmel fogadta, és a bevonuló honvédeket díszkapuk, ünnepségek, virágeső köszöntötték. A visszatérést követő öröm mellett azonban gyorsan jelentkeztek a gondok is. A visszacsatolt területeket elözönlő anyaországi hivatalnokok és a Csehszlovákiához képest elmaradottabb gazdasági és szociális viszonyok sok keserűséget okoztak a „visszatért magyaroknak.”. Az igazi gondokat azonban a magyarok feje fölé gyülekező háborús fellegek jelentették, amelyek a megpróbáltatások újabb sorát hozták a felvidéki magyarok számára. A Don-kanyari katasztrófa közös sorsa volt a felvidéki és anyaországi magyaroknak. Ezen kívül a holokauszt borzalmai egyaránt érintették a felvidéki és az anyaországi zsidókat.

### A szovjet közigazgatás időszaka

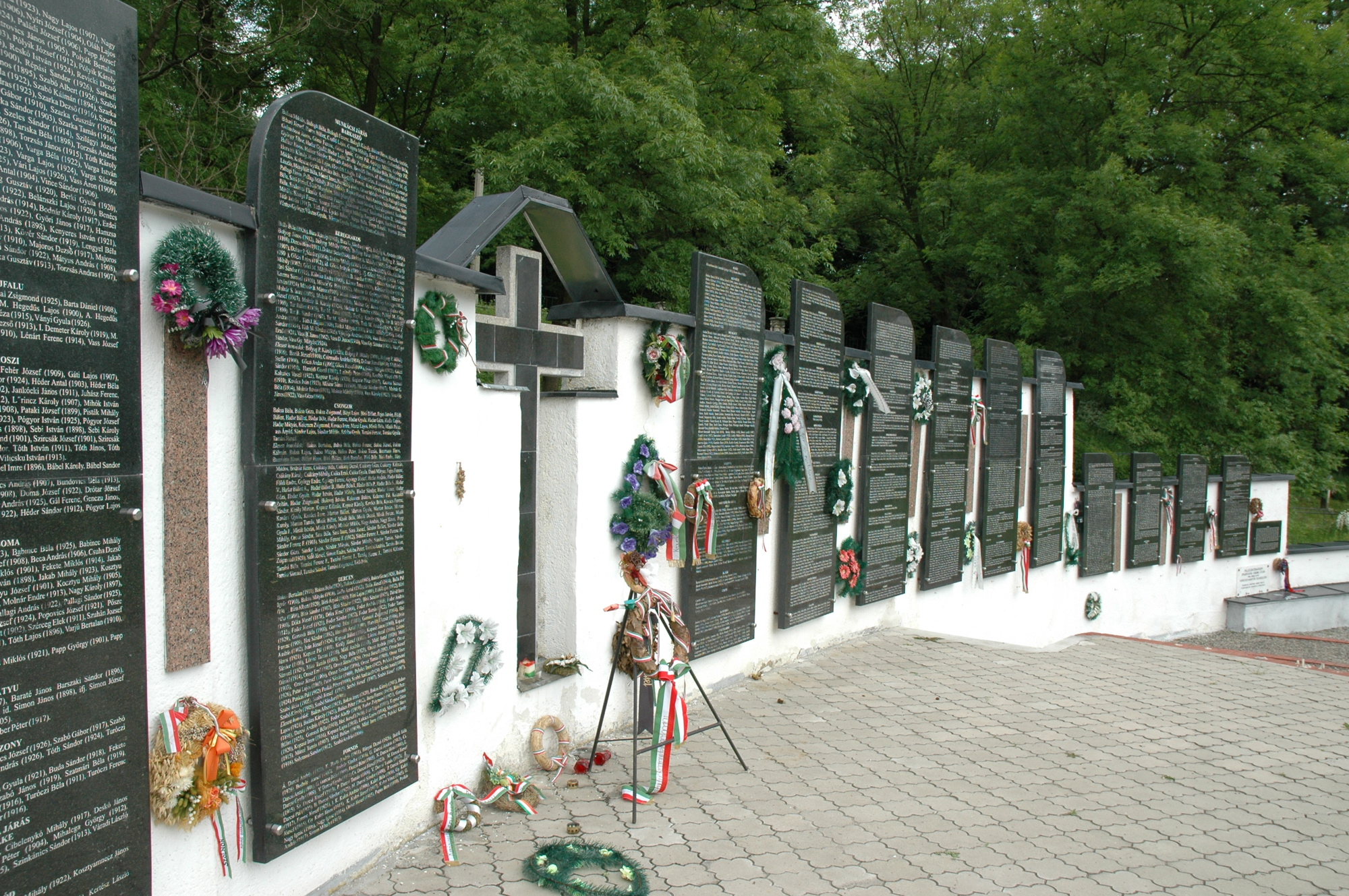
A málenkij robot áldozatainak emlékműve Szolyván

A szovjetek 1944. október 25-én bevonultak Husztra és Nagyszőlősre, október 26-án Munkácsra, majd október 28-án Beregszászra és Ungvárra is. 1944. november 13-án tartották meg Munkácson a munkácsi, az ungvári, a huszti, a nagyszőlősi, a szolyvai, a técsői és az ilosvai járás kommunista alapszervezeteinek képviselői azt az értekezletet, ahol bizottságot választottak, amelynek elsődleges feladata az volt, hogy megszervezze a Kárpátontúli Ukrajna Kommunista Pártjának alakuló kongresszusát. Épp aznap, amikor kihirdették a Kárpátalját megszállt 4. ukrán front katonai tanácsa által kiadott 0036. számú szigorúan titkos parancsot a kárpátaljai magyar és német nemzetiségű hadköteles férfiak letartóztatására és elhurcolására. November 14-én, a 0036. számú szigorúan titkos parancs alapján Kárpátalja községeiben megkezdték a hadköteles korú német és magyar férfiak összegyűjtését. Kárpátaljaként ismert területről, továbbá a trianoni országterület részét képező vásárosnaményi és fehérgyarmati járás területéről úgynevezett háromnapi jóvátételi munkára behívtak több mint tízezer civil magyar és német férfilakost. A parancsra jelentkező férfiakat háromnapi jóvátételi munka helyett a szolyvai gyűjtőtáborba kísérték gyalog, majd onnan a Gulag koncentrációs táboraiba kerültek. Sokan közülük hazatértek, de többségük nem érte meg az öregkort. A szovjet rendszerben ezeket a férfiakat háborús bűnösként tartották számon, helyzetükről nem beszélhettek. Az áldozatok emlékére építették fel az egykori szolyvai gyűjtőtábor tömegsírjának közelében a Szolyvai Emlékparkot.
Fodó Sándor kezdeményezésére 1989. február 26-án alapították meg Ungváron a Kárpátaljai Magyar Kulturális Szövetséget (KMKSZ). Melynek célja az ottani magyarság kultúrájának, nemzeti hagyományainak, anyanyelvének megőrzése és ápolása, művelődésének és oktatásának elősegítése és a fentiekhez kapcsolódó érdekvédelem.

### Ukrajna részeként
Az 1991. december 1-jén megtartott referendum eredménye alapján Ukrajna kikiáltotta függetlenségét, miáltal Kárpátalja a független ukrán állam közigazgatási egységévé vált. 
2017 óta a magyar-ukrán kapcsolatok gyorsan megromlottak az ukrán oktatási törvény miatt. Mert a 2017-es oktatási törvény az ukránt tette az általános iskola kötelező tannyelvévé az állami iskolákban az ötödik osztálytól. Az aktust aggodalommal fogadták külföldön. A helyzet azóta is problémás, hiszen a magyar kisebbség jogai miatt Magyarország továbbra is blokkolja Ukrajna uniós és NATO-hoz való csatlakozásának kísérleteit.

## Demográfia

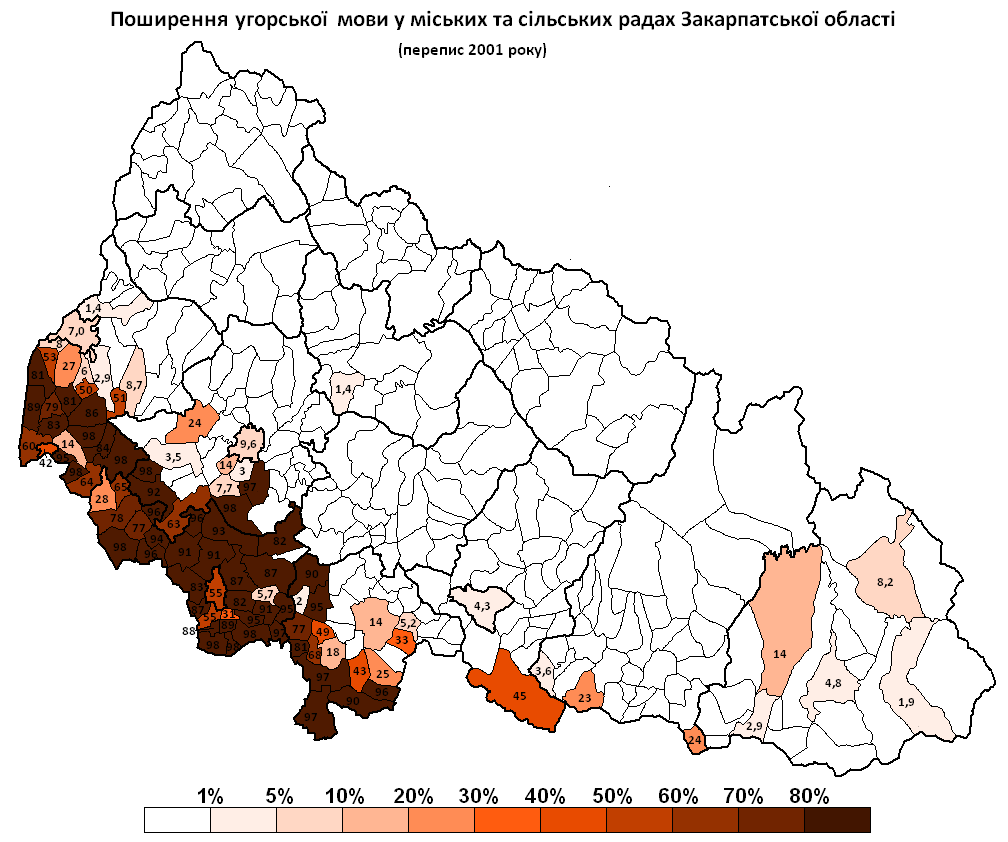
A magyarok aránya Kárpátalján (2001)

A 2001-es népszámlálás során 151 533 személy vallotta magát magyarnak, ami Kárpátalja népességének 12,1%-át teszi ki. A magyart, mint anyanyelvként vallok száma kicsikét alacsonyabb, 149 431 fő. Melynek következtében levonható, hogy a magyarok 95,4%-a beszéli anyanyelveként a magyart. A magyarok egy nagy tömbben, Kárpátalja alföldi, sík vidéki részén, illetve a Tisza, Latorca, Borzsa folyó felső folyásának vidékén él szórványban. Ennek tükrében az asszimiláció a szláv környezetbe csekély volt, bár az utóbbi időben megnövekedett. Tekintve, hogy a 20. század során nem emelkedett olyan dinamikusan a számuk, mint a területen élő többi nemzetiségnek.
A harármenti járásokban a legnagyobb az arányuk, példának fel is hozva: a Beregszászi járásnak a 76,2%-át túlnyomó részben, az Ungvári járásnak a 33,4%-át, a Nagyszőlősi járásnak a 26,2%-át és a Munkácsi járásnak a 12,7%-át teszik ki a magyarok. Jelentősebb számú magyar még a Rahói (3,2%) és a Técsői járásban (2,9%) él, a többi járásban azonban elhanyagolható a magyarok számaránya.
A magyarok által lakott települések száma 114, melyekből 78 magyar többségű.
2024-ben Kovály Katalin helyi geográfus 80-90 ezer fő közöttire becsülte a Kárpátalján élő magyar népességet.

## Közigazgatás

### Legtöbb magyar lakossal rendelkező települések
| Helység    | Népesség | Magyarok | Arány (%) |
| ---------- | -------- | -------- | --------- |
| Beregszász | 26 554   | 12 785   | 48,2      |
| Ungvár     | 115 568  | 7 972    | 6,9       |
| Munkács    | 81 637   | 6 975    | 8,5       |
| Visk       | 8 142    | 3 699    | 45,4      |
| Nagyszőlős | 25 383   | 3 632    | 14,3      |
| Csap       | 8 870    | 3 496    | 39,2      |
| Técső      | 9 519    | 2 307    | 24,2      |
| Huszt      | 31 864   | 1 726    | 5,4       |

## Érdekképviselet
Kárpátalján élő magyarság érdekvédelmét több szervezet is ellátja.
1989-ben alakult a Kárpátaljai Magyar Kulturális Szövetség (KMKSZ), amely a kárpátaljai magyarok legfontosabb érdekvédelmi szervezete. A szervezet célkitűzései között szerepel a kárpátaljai magyarság önazonosságának, nemzeti kultúrájának és anyanyelvének megőrzése. A szövetség a rendszerváltás idején elérte a régi magyar településnevek és az utcanevek visszaállításában, valamint az 1944-ben elhurcolt kárpátaljai magyarok rehabilitációjában.
Politikai szinten a KMKSZ – Ukrajnai Magyar Párt külön frakciót alkot a Kárpátaljai Megyei Tanácsban és a magyarlakta települések jelentős részében a párt adja az önkormányzati vezetőket.
Az Ukrajnai Magyar Demokrata Szövetséget (UMDSZ) 1991-ben hozta létre a KMKSZ, a Lvovi Magyar Kulturális Szövetség és a Kijevi Magyar Kulturális Egyesület. 1995-ben a KMKSZ és az UMDSZ viszonya személyi ellentétek miatt megromlott, majd 1997-ben a KMKSZ felfüggesztette tagságát az UMDSZ-ben. A két szervezet viszonya azóta is konfliktusos. 1994–1998 között Tóth Mihály, 2002–2006 között Gajdos István elnök volt Kijevben parlamenti képviselő. Gajdos a Régiók Pártja jelöltjeként 2012-ben ismét mandátumot szerzett.
Az UMDSZ 2005-ben hozta létre az Ukrajnai Magyar Demokrata Pártot (UMDP).
További érdekvédelmi és szakmai szervezetek: Kárpátaljai Magyar Pedagógusszövetség (KMPSZ), Magyar Értelmiségiek Kárpátaljai Közössége (MÉKK), Beregvidéki Magyar Kulturális Szövetség (BMKSZ), Ungvidéki Magyarok Szervezete (UMSZ), Kárpátaljai Magyar Cserkészszövetség (KMCSSZ).

## Oktatás
Az elmúlt évtizedekben az alábbiak szerint alakult a magyarul tanuló általános és középiskolások száma.
| Tanév   | Összesen | Magyarul tanulók | %     |
| ------- | -------- | ---------------- | ----- |
| 1990-91 | 204 808  | 17 619           | 8,6%  |
| 2000-01 | 200 081  | 20 900           | 10,3% |
| 2009-10 | 155 366  | 15 596           | 10%   |
| 2016-17 | 157 414  | 16 275           | 10,3% |
| 2020-21 | 168 442  | 16 900           | 10%   |

Az alábbi táblázat mutatja a nagyobb magyarok által is lakott városok oktatási statisztikáját.
| Település  | Összesen | Magyarul tanul | %     |
| ---------- | -------- | -------------- | ----- |
| Ungvár     | 15 921   | 739            | 4,6%  |
| Munkács    | 10 943   | 1 413          | 12,9% |
| Beregszász | 3 884    | 1 993          | 51,3% |
| Csap       | 1 026    | 366            | 35,7% |
| Técső      | 1 565    | 402            | 25,7% |
| Bátyu      | 346      | 202            | 58,4% |
| Nagyszőlős | 3 899    | 306            | 7,8%  |

Az alábbi táblázat mutatja a nagyobb magyarok által is lakott kistérségek oktatási statisztikáját.
| Kistérség (Hromada) | Összesen | Magyarul tanul | %     | Települések 100 fő feletti magyarul tanuló létszámmal                                     |
| ------------------- | -------- | -------------- | ----- | ----------------------------------------------------------------------------------------- |
| Csapi               | 1 613    | 785            | 48,7% | Csap, Eszeny                                                                              |
| Nagydobronyi        | 1 469    | 1 460          | 99,4% | Nagydobrony, Csongor, Kisdobrony, Tiszaágtelek                                            |
| Szürtei             | 780      | 580            | 74,4% | Szürte, Kisgejőc, Rát                                                                     |
| Kincseshomoki       | 1 227    | 433            | 35,3% | Kincseshomok, Sislóc, Koncháza                                                            |
| Beregszászi         | 6 010    | 3 787          | 63%   | Beregszász, Mezővári, Gát, Makkosjánosi, Badaló, Nagymuzsaly                              |
| Bátyúi              | 1 655    | 968            | 58,5% | Barkaszó, Szernye, Bátyú, Bótrágy                                                         |
| Nagyberegi          | 911      | 599            | 65,8% | Nagybereg, Beregújfalu                                                                    |
| Nagybégányi         | 444      | 430            | 96,8% | Beregdéda, Kisbégány                                                                      |
| Mezőkaszonyi        | 701      | 684            | 97,6% | Mezőkaszony, Zápszony                                                                     |
| Tiszepéterfalvi     | 2 275    | 1 584          | 69,6% | Tiszapéterfalva, Tiszabökény, Nevetlenfalu, Nagypalád, Szőlősgyula, Fertősalmás, Aklihegy |
| Tiszaújlaki         | 1 801    | 815            | 45,3% | Salánk, Tiszaújlak, Verbőc                                                                |

Egyéb magyar iskolával rendelkező települések oktatási statisztikája.
| Település    | Összesen | Magyarul tanul | %     |
| ------------ | -------- | -------------- | ----- |
| Huszt        | 4 663    | 130            | 2,8%  |
| Dercen       | 274      | 274            | 100%  |
| Fornos       | 144      | 144            | 100%  |
| Izsnyéte     | 223      | 124            | 55,6% |
| Beregrákos   | 515      | 113            | 21,9% |
| Visk         | 1 252    | 358            | 28,6% |
| Aknaszlatina | 1 081    | 147            | 13,6% |
| Rahó         | 2 388    | 38             | 1,6%  |
| Kőrösmező    | 1 344    | 56             | 4,2%  |
| Szolyva      | 6 314    | 55             | 0,9%  |

Az Ukrán Állami Statisztikai Szolgálat adatai szerint a 2023/24-es tanévben Kárpátalján 163 651 diák részesült általános középfokú oktatásban, közülük 146 563 (89,56 %) ukrán tannyelvű osztályban, 14 623 (8,94 %) magyar tannyelvű osztályban, 2347 (1,43 %) román tannyelvű osztályban és 118 (0,07 %) szlovák tannyelvű osztályban. A városi oktatási intézményekben 71 315 középfokú oktatásban részesülő személy közül 65 021-en (91,17 %) ukrán nyelven, 5 806-an (8,14 %) magyarul, 370-en (0,52 %) románul, 118-an (0,17 %) szlovákul tanultak. A vidéki oktatási intézményekben 92 336 középfokú oktatásban részesülő személy közül 81 542 (88,31 %) ukrán, 8 817 (9,55 %) magyar, 1 977 (2,14 %) román nyelven tanult.

## Kultúra
Kárpátalján számos középkori emlék található, bár megőrzésükkel korántsem lehetünk elégedettek. 

## Neves személyek
- Munkácsy Mihály - festőművész
- Erdélyi Béla - festőművész
- Ungvári Lajos - Kossuth díjas szobrászművész
- Dr. Dupka György - író
- Kovács Sándor - Magyar Örökség-díjas író
- Pál István „Szalonna” Liszt Ferenc-díjas népzenész